# Óscar González Marcos
Óscar Javier González Marcos (* 12. November 1982 in Salamanca) ist ein ehemaliger spanischer Fußballspieler, der zuletzt bei Real Valladolid in der spanischen Primera División spielte.

## Karriere

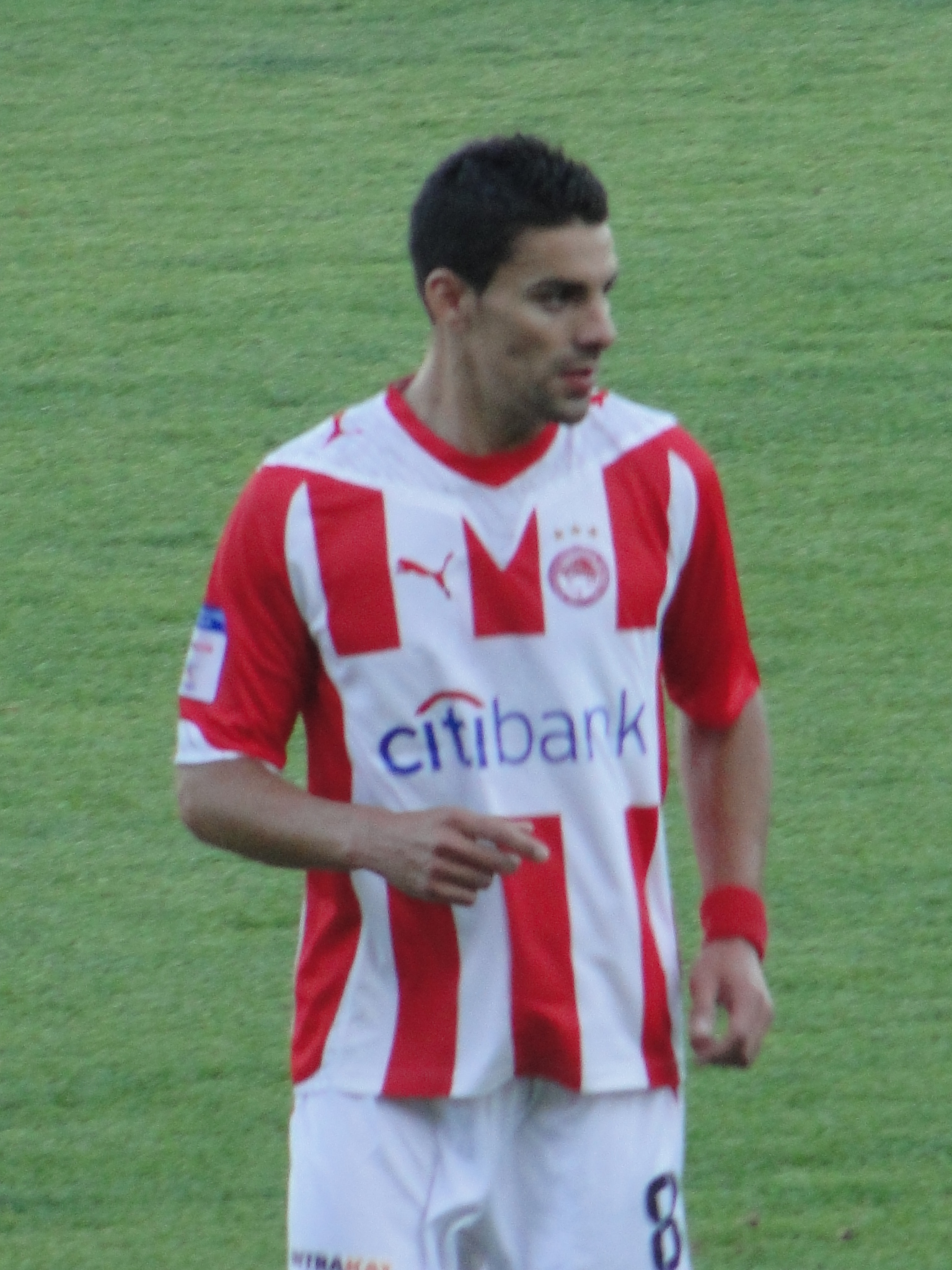
Óscar im Trikot von Piräus

Der aus Salamanca stammende Óscar spielte schon in der Jugend für Real Valladolid. Sein Debüt in der Profimannschaft gab er im Alter von 18 Jahren am 7. Oktober 2001 beim 1:0-Sieg von Valladolid über UD Las Palmas, als er in der 64. Minute für den Torschützen Turu Flores eingewechselt wurde. Nach drei Spielzeiten in der ersten Liga stieg er mit Valladolid ab und wechselte zum amtierenden Pokalsieger Real Saragossa. Dort pendelte er stets zwischen Bank und Startelf, wobei er jedoch so gut wie in jedem Spiel eingesetzt wurde, was er seiner Fähigkeit als Allrounder zu verdanken hat.
Im Sommer 2008 entschloss er sich nach dem Abstieg seiner Mannschaft zu einem Wechsel zum amtierenden griechischen Meister Olympiakos Piräus. Dort gewann er 2009 das Double aus Meisterschaft und Pokal. Dabei kam Óscar nur in 20 von 30 Spielen zum Einsatz und wurde meistens eingewechselt. Da sich seine Einsatzzeiten auch in der folgenden Saison nicht besserten verließ er Olympiakos Ende August 2010 wieder und kehrte zu Real Valladolid zurück, das gerade in die Segunda División abgestiegen war. Nach zwei Spielzeiten in der zweiten Liga stieg er in der Saison 2011/12 mit Valladolid wieder in die Primera División auf. Im spanischen Oberhaus wurde er mit Valladolid vierzehnter im Endklassement und war mit zwölf Treffern bester Torschütze seiner Mannschaft.

## Titel und Erfolge
- Spanischer Supercup (1): 2004 (ohne Einsatz)
- Griechischer Meister (1): 2009
- Griechischer Pokal (1): 2009
- Aufstieg in die Primera División (1): 2012